# Энансаль
Энанса́ль (фр. Hénansal, брет. Henant-Sal, галло Henaunt-Sau) — коммуна во Франции, находится в регионе Бретань. Департамент — Кот-д’Армор. Входит в состав кантона Ламбаль. Округ коммуны — Сен-Бриё.
Код INSEE коммуны — 22077.

## География
Коммуна расположена приблизительно в 360 км к западу от Парижа, в 75 км северо-западнее Ренна, в 25 км к востоку от Сен-Бриё.

## Население
Население коммуны на 2016 год составляло 1 169 человек.
| 1962 | 1968 | 1975 | 1982 | 1990 | 1999 | 2008 | 2016 |
| ---- | ---- | ---- | ---- | ---- | ---- | ---- | ---- |
| 1009 | 1016 | 1012 | 1007 | 936  | 935  | 1063 | 1169 |

## Экономика
В 2007 году среди 663 человек в трудоспособном возрасте (15—64 лет) 497 были экономически активными, 166 — неактивными (показатель активности — 75,0 %, в 1999 году было 72,6 %). Из 497 активных работали 461 человек (257 мужчин и 204 женщины), безработных было 36 (14 мужчин и 22 женщины). Среди 166 неактивных 57 человек были учениками или студентами, 64 — пенсионерами, 45 были неактивными по другим причинам.

## Достопримечательности
- Гранитный крест на кладбище (XV век). Исторический памятник с 1964 года[3]
- Церковь Св. Иоанна Крестителя